# Labège Gare (métro de Toulouse)
Cet article concerne la future station du métro de Toulouse. Pour la future gare SNCF, voir Gare de Labège-La Cadène.
Labège Gare est le nom d'une future station du métro de Toulouse. Elle serait le terminus de la future ligne C du métro de Toulouse, sur la commune de Labège, à côté de la future gare de Labège-La Cadène. Son ouverture est prévue pour 2028, après des travaux débutant en 2022.

## Historique
Le projet de cette station remonte à 2011 dans le cadre du projet de prolongement de la ligne B du métro jusqu'à La Cadène où son ouverture était alors prévue en 2019,. Ces perspectives ont cependant été annulées à la suite des élections municipales de 2014, et donc du changement de gouvernance du Grand Toulouse,,.
Elle revient en projet dans le cadre du Toulouse Aerospace Express.
En 2021, le siège du Sicoval déménage pour libérer les emprises de la station. Le nom actuel de la station est annoncé en 2023, en lieu de Labège La Cadène.

## Caractéristiques
C'est une station terminus de la ligne C du métro après la station Diagora, elle se situe sur la commune de Labège, au sud-est de Toulouse. Son emplacement est stratégique, du fait de la proximité du second centre commercial de la ville, mais aussi de la proximité directe du campus de Bissy et de nombreux établissements de service public. Mais elle est également extrêmement importante en matière d'intermodalité, du fait de sa proximité avec de grands axes départementaux, venant notamment de Labège-Centre, d'Escalquens, de Baziège, Villefranche-de-Lauragais, etc. mais aussi de la présence de la ligne de Bordeaux à Sète, juste à côté, où une nouvelle gare, la gare de Labège-La Cadène, doit être implantée. La construction de la station devrait entraîner une urbanisation de la zone.
Une passerelle devant permettre le franchissement de la ligne SNCF doit être créée ainsi qu'une gare bus, un parc relais de 1 000 places, un espace de dépose/reprise pour le covoiturage et une aire de stationnement pour les vélos de 150 places dont 100 à accès règlementé. Ce sera donc un véritable pôle d'échanges multimodal. Contrairement au projet de prolongement de la ligne B, l'ensemble de ces équipements sont prévus de l'autre côté de la voie ferrée, et sont donc raccordés à la RD 16.
Actuellement, le futur emplacement de la station se situe à proximité directe des lignes de bus 79 et 109 (à l'arrêt Campus de Bissy), la ligne 80 (à l'arrêt Chêne vert), et la ligne 204 (à l'arrêt Cinéma Occitane).

## Construction
Les travaux ont débuté en 2022, pour une mise en service programmée en 2028.

## Aménagement culturel
La station accueillera une œuvre de Jean Denant.

## À proximité
- Gare de Labège-La Cadène
- Siège de la communauté d'agglomération du Sicoval
- Campus de Bissy
- Centre commercial de Labège
- Cinéma Occitane